# SMARC

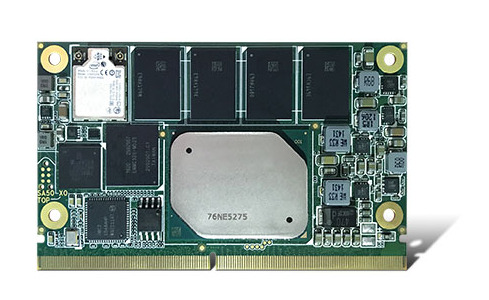
SMARC-Modul von Congatec

SMARC (Smart Mobility ARChitecture) ist eine Spezifikation der Standardization Group for Embedded Technologies e.V. (SGET) für Computer-on-Module (COM). SMARC Computer-on-Module sind speziell ausgelegt für die Entwicklung extrem kompakter Low-Power Systemen. SMARC Module basieren in der Regel auf ARM-Prozessoren, können aber auch mit anderen Low-Power SoC-Architekturen ausgestattet sein, wie beispielsweise solche auf Basis von x86er-SoCs. Der Leistungsbedarf der Module liegt typischerweise weit unter 5 Watt was Märkte eröffnet, die bisher von verbrauchsintensiveren Prozessordesigns nicht erreicht werden konnten.
Computer-on-Module integrieren die Kern-Funktionalität eines bootfähigen Computers, wie SoC sowie zusätzliche Schaltkreise, inklusive DRAM, Boot-Flash, Spannungsverteilung, Ethernet und Display-Transmitter. Die Module werden zusammen mit einem applikationsspezifischen Carrierboard eingesetzt, dessen Größe und Form kundenspezifisch definiert werden kann. Das Carrierboard führt die benötigten Schnittstellen und integriert bei Bedarf weitere Funktionalitäten, wie beispielsweise Audio Codecs, Touch-Controller, drahtlose Kommunikationsschnittstellen etc.
Die SMARC-Spezifikation definiert sowohl die Abmessungen des Moduls, die Platzierung der Befestigungsbohrungen, sowie den Konnektor zum Carrierboard und die auszuführenden Schnittstellen inklusive Pinbelegung; die Pinbelegung ist optimiert auf die Interface-Optionen von ARM und Low-Power-SoCs und unterscheidet sich durch die zielgerichtete Ausrichtung auf Low power und mobile Anwendungen von klassischen PC-Schnittstellen.
SMARC basiert auf dem 2011 von den Unternehmen Kontron und Adlink vorgestellten Formfaktor ULP-COM. Im Zuge der Spezifizierung durch die SGET wurde der Standard in SMARC umbenannt.

## Abmessungen
SMARC definiert zwei Modulgrößen:

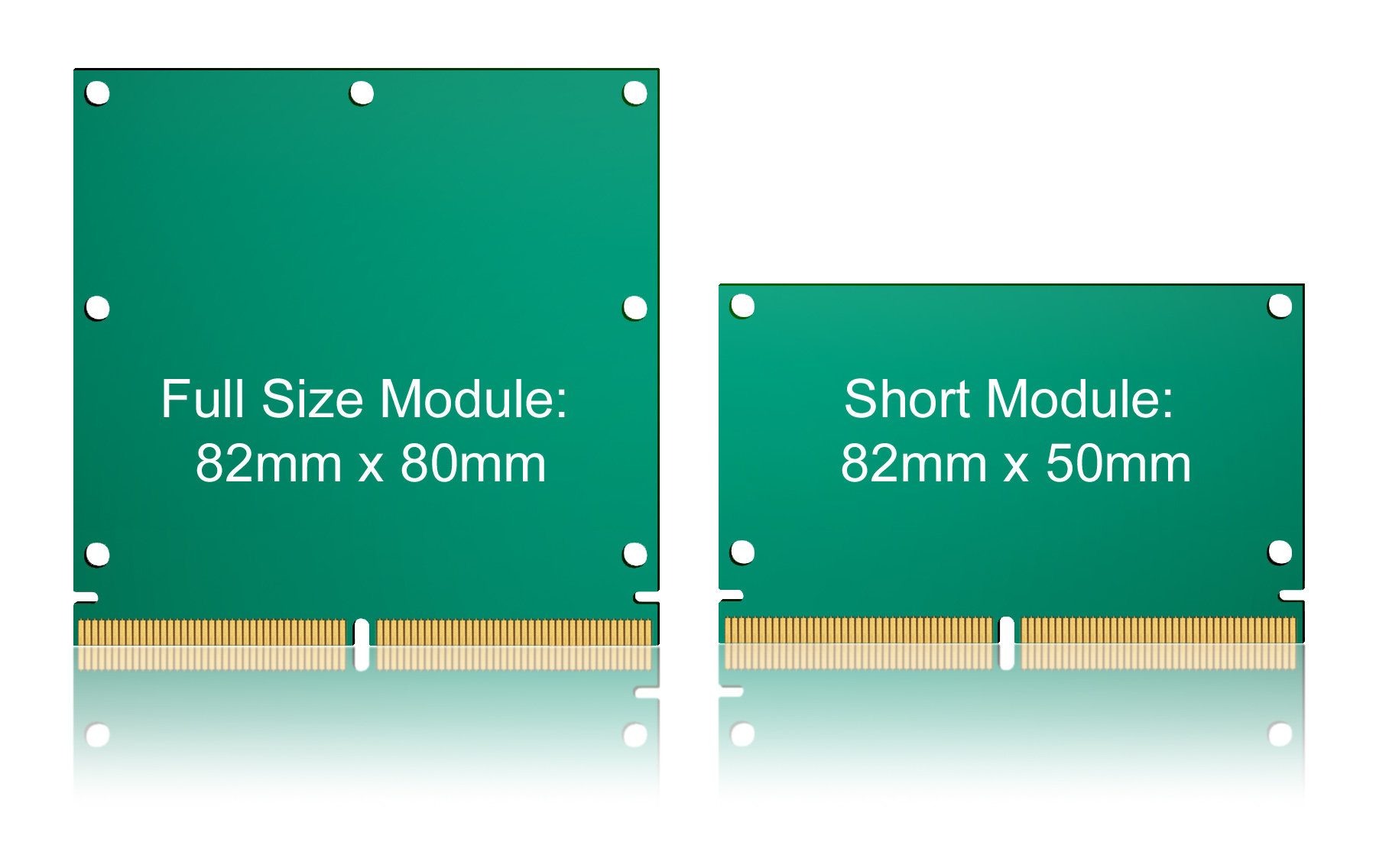
SMARC definiert zwei Modulgrößen: Full Size und Short.

- 82 mm × 50 mm, für extrem kompakte Low-Power Designs
- 82 mm × 80 mm, für leistungsfähigere SoCs mit einem erhöhten Platz- und Kühlungsbedarf

## Konnektor
SMARC Computer-on-Module verfügen über 314 Card-Edge Kontakte auf der Leiterplatte des Moduls(PCB), das von einem Low-Profile Konnektor auf dem Carrierboard aufgenommen wird. Der Konnektor weist in der Regel eine Bauhöhe von 4,3 mm auf. Er wird auch für MXM-3.0-Grafikkarten genutzt, naturgemäß mit völlig unterschiedlicher Pin Belegung.

## Signalleitungen und Pin-Belegung
Die Signalübermittlung erfolgt über insgesamt 314 Pins. Bei 33 reservierten Signalleitungen für die Stromversorgung und Masse, stehen bei SMARC somit effektiv 281 Signalleitungen zur Verfügung. Zu den definierten Interfaces zählen ARM- und SoC-typische, energiesparende Schnittstellen, wie beispielsweise parallel LCD für die Displayanbindung, Mobile Industry Processor Interfaces für Kameras, Serial Peripheral Interface (SPI) für allgemeine Peripherieanbindung, I²S für Audio und I2C. Daneben sind aber auch klassische Computer-Schnittstellen, wie beispielsweise USB, SATA und PCI Express definiert.
In der aktuellen Version der SMARC-Spezifikation sind nicht alle der 314 Signalleitungen festen I/Os zugeordnet. Der Alternate Function Block (AFB) hält freie Pins für unterschiedliche Anforderungen bereit. Er soll sicherstellen, dass die SMARC-Spezifikation auch kommende, heute noch nicht absehbare technische Entwicklungen flexibel einbinden kann und dennoch die volle Kompatibilität zu vorherigen Designs beibehält. Einerseits können erweiterte Versionen der SMARC Spezifikation diesen 20 Signalleitungen des AFB neue Standardfunktionen zuweisen. Andererseits listet die SMARC-Spezifikation 1.1 derzeit den MOST-Bus, Dual-Gigabit-Ethernet, USB 3.0 oder Industrielle Netzwerkprotokolle als aktuell denkbare und belegbare Schnittstellen des AFB.

## Spezifikation
Die SMARC Hardware Spezifikation wird von der SGET betreut. Sie ist auf der SGET Webseite frei zum Download verfügbar. Die aktuelle Version ist 2.1.1.